# Rogatec
Rogatec (Rohitsch en allemand) est une commune située dans la région de Basse-Styrie au sud-est de la Slovénie.

## Géographie

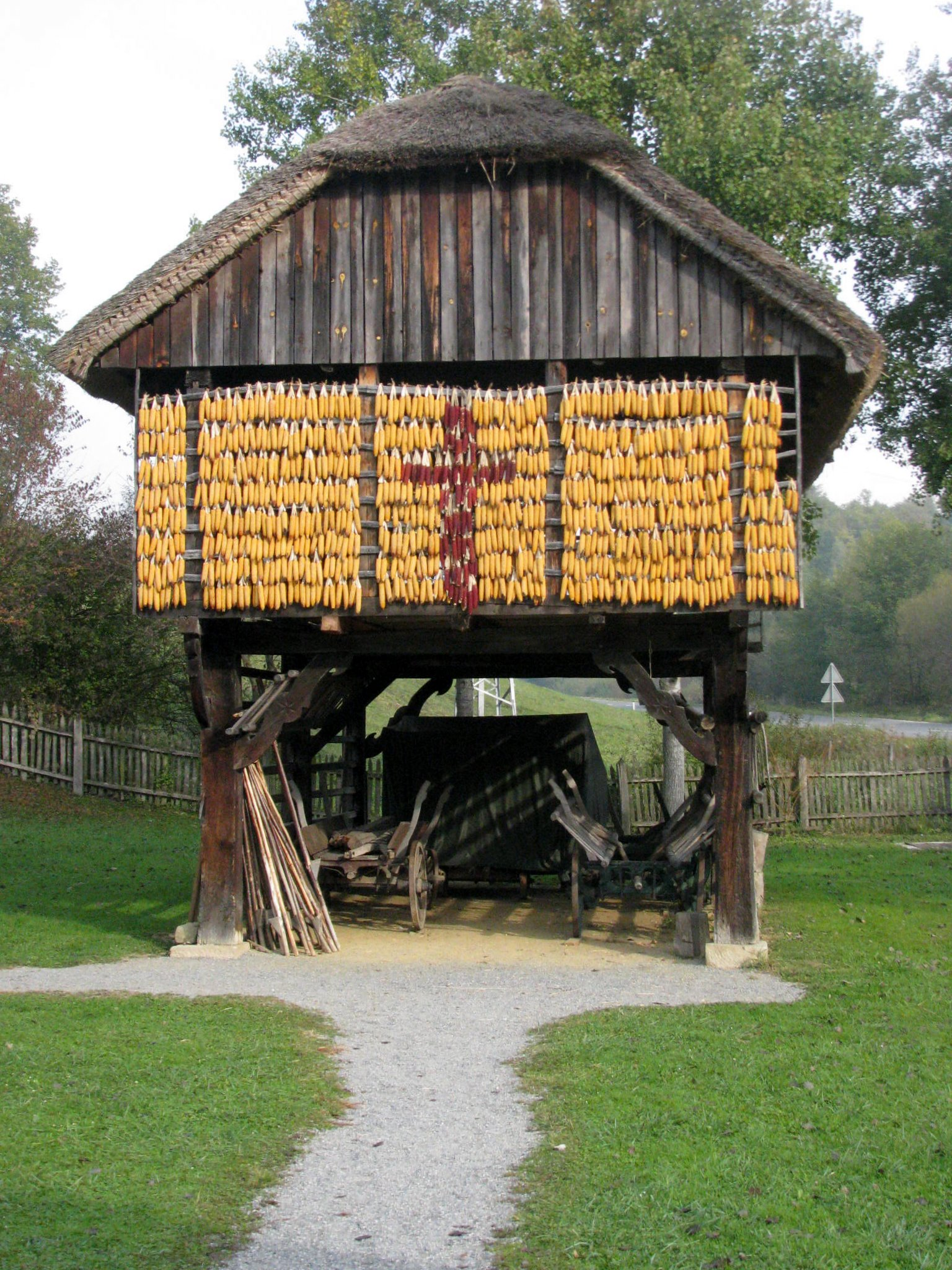
Kozolec à Rogatec.

La commune est située au sud-est de la Slovénie à proximité de la Croatie dans la partie septentrionale des Alpes dinariques.

### Villages
Les localités qui composent la commune sont Brezovec pri Rogatcu, Dobovec pri Rogatcu, Donačka Gora, Log, Rogatec, Sv. Jurij, Tlake, Trlično et Žahenberc.

## Démographie
Entre 1999 et 2021, la population de la commune est restée stable avec une population légèrement supérieure à 3 000 habitants,.
Évolution démographique
| 1999  | 2000  | 2001  | 2002  | 2003  | 2004  | 2005  | 2006  | 2007  |
| ----- | ----- | ----- | ----- | ----- | ----- | ----- | ----- | ----- |
| 3 242 | 3 270 | 3 259 | 3 275 | 3 242 | 3 233 | 3 235 | 3 252 | 3 223 |
| 2008  | 2009  | 2010  | 2011  | 2012  | 2013  | 2014  | 2015  | 2016  |
| 3 207 | 3 155 | 3 164 | 3 143 | 3 136 | 3 122 | 3 115 | 3 097 | 3 093 |
| 2017  | 2018  | 2019  | 2020  | 2021  |       |       |       |       |
| 3 051 | 3 042 | 3 060 | 3 106 | 3 138 |       |       |       |       |